# Bigram
Bigram är en grupp, "stavelse", bestående av två bokstäver, vilka som helst. Kan även vara två lika bokstäver.
På analogt sätt menar man med trigram en grupp av tre bokstäver, vilka som helst, inklusive två eller tre lika bokstäver.